# María Sólrún Sigurðardóttir
María Sólrún Sigurðardóttir (* 1. August 1965 in Reykjavík; oft als Maria Solrun) ist eine isländische Regisseurin und Drehbuchautorin. Ihr Spielfilmdebüt, das Filmdrama Jargo, war auf der Berlinale 2004 zu sehen. 2018 erschien ihr Filmdrama über den gehörlosen Adam.

## Leben
Seit 1986 lebt Sólrún in Berlin, wo sie an der Freien Universität Berlin Filmwissenschaften, Kunstgeschichte und Politikwissenschaft studierte. Daran schloss sich ein Studium an der Deutschen Film- und Fernsehakademie Berlin an. Zum Abschluss ihres Studiums legte sie das Drehbuch für das Filmdrama Jargo vor, das sie mit Constantin von Jascheroff in der Titelrolle, Oktay Özdemir, Udo Kier und Nora von Waldstätten auch selbst inszenierte. Der Film entstand als Koproduktion mit dem WDR, Rundfunk Berlin-Brandenburg und X Filme und lief auf der Berlinale 2004 im damaligen Kinderfilmfest / 14plus.
Ihr Film Adam feierte seine Weltpremiere in der Sektion Generation 14plus auf der Berlinale 2018. Als Drehbuchautorin hat Solrun für diverse Filmproduktionsfirmen wie Sony Pictures, Studio Hamburg und Boje Buck Produktion gearbeitet. Als Drehbuchschreiberin war sie seit 2009 insbesondere für die deutsche Fernsehfilmreihe Liebe am Fjord tätig, meist in Zusammenarbeit mit Jörg Tensing. Seit 2006 ist sie auch am Icelandic Film Centre als Beraterin für fiktionale Film- und TV-Stoffe eine Ansprechpartnerin.

## Filmografie (Auswahl)
– als Drehbuchautorin, wenn nicht anders angegeben –
- 1995: Two Little Girls and a War (Kurzfilm, auch Regie)
- 1997: Die Unterwasser-Welt Islands (Dokumentarfilm)
- 1998: Sukellus maan sisään (Dokumentarfilm, auch Regie)
- 2000: Autsch, Du Fröhliche (Fernsehfilm)
- 2004: Jargo (auch Regie)
- 2004: Wie krieg ich meine Mutter groß? (Fernsehfilm)
- 2004: Typisch Mann! (Fernsehserie)
- 2006: Meine bezaubernde Nanny (Fernsehfilm)
- 2006, 2007: Die Familienanwältin (Fernsehserie, Folgen Hunger und Die Beschneidung)
- 2010: Liebe am Fjord – Der Gesang des Windes (Fernsehreihe, Folge 1)
- 2010: Liebe am Fjord – Sommersturm (Folge 2)
- 2011: Liebe am Fjord – Das Meer der Frauen (Folge 4)
- 2012: Klinik am Alex (Fernsehserie, Folge Gewissensfragen)
- 2013: Liebe am Fjord – Zwei Sommer (Folge 6)
- 2013: Liebe am Fjord – Sog der Gezeiten (Folge 7)
- 2014: Frauen verstehen (Fernsehfilm)
- 2018: Adam (auch Regie + Produzentin)
- 2025: Tatort: Borowski und das hungrige Herz (Regie)